# Ожеро, Жан-Пьер
Жан-Пьер Ожеро (фр. Jean-Pierre Augereau) (27 сентября 1772 года, Париж — 25 сентября 1836 года, Париж), генерал-лейтенант (1814), барон Империи (с 13 августа 1811 года).

## Служба в эпоху Революции и Консульства (1792—1802 гг.)
Родной брат (по отцу) маршала Пьера Ожеро.
6 сентября 1792 года вступил волонтёром в 8-й батальон Парижа и уже 24 декабря был произведён в звание второго лейтенанта. В 1792—1793 годы сражался в рядах Северной армии, а затем был направлен в 23-й конно-егерский полк, который входил в состав армии Восточных Пиренеев. Во время Итальянской кампании 1796—1797, в чине капитана, состоял адъютантом при брате.
В 1798 году служил адъютантом генерала Брюна в Армии Гельвеции. В 1799 году Ж.-П. Ожеро некоторое время командовал бригадой, а затем вновь был назначен на должность адъютанта к своему брату.

## Участие в войнах Империи (1805—1812 гг.)
В период 1-й австрийской кампании 1805 года с 5 ноября командовал 3-й бригадой дивизии Дежардена в составе 7-го корпуса Великой Армии Наполеона. 5 октября 1806 года был освобождён от должности из-за травмы. Участвовал в войне в Испании с 1808 по 1809 год. 20 февраля 1810 года заменил раненого генерала Суама на посту командира 9-й дивизии. С 13 мая 1812 года командир 1-й бригады 1-й пехотной дивизии резервного корпуса маршала Виктора.

## Кампания в России.Бой под Ляховом
С августа 1812 в составе дивизии генерала Барагэ д’Илье Ожеро воевал в России. Ему довелось «отличиться» 9 ноября 1812, когда его бригада, предназначенная для подкрепления отступавших частей Великой армии, была внезапно атакована в районе Ельни (под Ляховом) «летучими» отрядами Дениса Давыдова, Александра Сеславина и Александра Фигнера и после непродолжительного сопротивления капитулировала. Интересную оценку этому событию и поведению Ж. П. Ожеро даёт один из участников Русского похода, адъютант Наполеона, маркиз Арман де Коленкур:
"…Император рассчитывал на корпус Барагэ д'Илье, недавно прибывший из Франции; он дал ему приказ занять позиции на
дороге в Ельню; но авангард Барагэ д'Илье занял невыгодную позицию в Ляхове; им командовал генерал Ожеро, который плохо
произвёл разведку и ещё хуже расположил свои войска… Неприятель, следивший за Ожеро и, кроме того,
 осведомлённый крестьянами, увидел, что он не принимает мер охраны и воспользовался этим; генерал Ожеро со своими 
войсками численностью свыше 2 тысяч человек, сдался русскому авангарду, более половины которого он сам взял бы в плен, если
бы только вспомнил, какое имя он носит. Эта неудача была для нас несчастьем во многих отношениях. Она не только лишила
нас необходимого подкрепления свежими войсками и устроенных в этом месте складов, но и ободрила неприятеля, который,
несмотря на бедствия и лишения, испытываемые нашими ослабевшими солдатами, ещё не привык к таким успехам."

## Возвращение из плена. Служба во время «Ста дней»
Ж.-П. Ожеро вернулся во Францию лишь 15 августа 1814 года. 27 января 1815 года был удостоен звания генерал-лейтенанта, в котором его окончательно утвердил Наполеон 1 июля того же года. В июне 1815 он был направлен в департамент Вар, где командовал бригадой в обсервационном корпусе маршала Брюна.
Жан-Пьер Ожеро ушёл в отставку 1 декабря 1824 года. Он умер бездетным и неженатым 25 сентября 1836 года в своём доме в Париже. Поддерживал тесные дружеские отношения с дивизионным генералом Луи Лемуаном. Похоронен, согласно завещанию, с ним в одной могиле на парижском кладбище Пер-Лашез.

## Воинские звания
- Младший лейтенант (24 декабря 1792 года);
- Лейтенант (4 марта 1797 года);
- Капитан (10 марта 1797 года);
- Командир эскадрона (13 августа 1799 года);
- Полковник (19 сентября 1799 года, утверждён 19 октября 1799 года);
- Бригадный генерал (8 мая 1804 года);
- Генерал-лейтенант (27 января 1815 года, утверждён 1 июля 1815 года).

## Титулы
- Барон Ожеро и Империи (фр. baron Augereau et de l'Empire; декрет от 30 июня 1811 года, патент подтверждён 13 августа 1811 года)[2].

## Награды
Легионер ордена Почётного легиона (11 декабря 1803 года)
 Коммандан ордена Почётного легиона (14 июня 1804 года)
 Кавалер военного ордена Святого Людовика (24 августа 1814 года)